# 羅伯特·霍斯汀克
羅伯特·霍斯汀克（荷蘭語：Robert Horstink；1981年12月26日—）是一位荷蘭排球運動員。他是荷蘭國家男子排球隊的一員，代表荷蘭參加了2004年奧運會的賽事。在這屆奧運會上荷蘭取得了第九名的成績。